# Донгуз (село)
Донгуз (тюрк. Донгуз — кабан) — село в Балтайском районе Саратовской области.

## География
Село находится в северо-восточной части Саратовской области, на границе с Пензенской и Ульяновской областями.
Географически расположено на небольших взгорьях, со всех сторон окружено лесами и садами, через село протекает река Донгуз (приток Калмантая). Несколько столетий назад она широко затапливала всю низменность, по краям которой росли камышовые заросли, где в большом количестве водились кабаны, отсюда, видимо, и название.

## История
Появление первых оседлых людей здесь относится к XVI столетию, к тому времени как молодое московское государство, после свержения татаро-монгольского ига начало укреплять свои восточные границы. Поселенцы, в основном, селились на Зайцевой горе. Это были беженцы, беглые крепостные крестьяне. В XVII—XVIII веках сюда бежали разгромленные ополченцы Степана Разина и Емельяна Пугачёва. Датой образования села считается 18 августа 1785 года по старому стилю, или 1 сентября по новому.
На Саратовской киностудии в 1980 году режиссёром Д. А. Луньковым был снят документальный фильм о жителях села «Чего не хватает Донгузу».

## Известные уроженцы
В селе родились Герои Советского Союза Бахарев, Иван Иванович, Локтев, Иван Яковлевич, Овсянников, Николай Иванович.
Художник Чудин Виктор Фёдорович.